# Song Tao
Dans ce nom, le nom de famille, Song, précède le nom personnel.
Pour les articles homonymes, voir Song.
Ne doit pas être confondu avec Tao Song.
Song Tao, (en chinois : 宋涛), né le 6 novembre 1965, est un ancien joueur chinois de basket-ball.